# Skopytce
Skopytce (německy Skopitetz) jsou obec v okrese Tábor v Jihočeském kraji. Žije v ní 170 obyvatel.
Na severu Skopytce je několik domků a vedle nich malý rybník Jetmar. Nachází se zde také rybníky Chobot, Klínek, Struhový rybník, Ohnutý rybník a Koutecký rybník.

## Historie
První písemná zmínka o obci pochází z roku 1368.

## Obyvatelstvo
| Rok            | 1869 | 1880 | 1890 | 1900 | 1910 | 1921 | 1930 | 1950 | 1961 | 1970 | 1980 | 1991 | 2001 | 2011 | 2021 |
| -------------- | ---- | ---- | ---- | ---- | ---- | ---- | ---- | ---- | ---- | ---- | ---- | ---- | ---- | ---- | ---- |
| Počet obyvatel | 361  | 400  | 360  | 354  | 366  | 340  | 313  | 270  | 258  | 244  | 210  | 214  | 161  | 150  | 176  |
| Počet domů     | 46   | 48   | 52   | 53   | 53   | 54   | 60   | 61   | 58   | 56   | 53   | 63   | 65   | 67   | 72   |

## Obecní správa
Mezi lety 1850–1879 patřily Skopytce jako osada obce ke Krátošicím v okrese Tábor. Od roku 1880 je obcí v okrese Tábor (1880–1930), posléze v okrese Soběslav (1950) a později opět v okrese Tábor.

### Části obce
- Chabrovice
- Skopytce

Od 1. dubna 1976 do 23. listopadu 1990 k obci patřila i Dlouhá Lhota a od 1. dubna 1976 do 31. prosince 1991 také Krátošice.

### Obecní symboly
Znak a vlajka byly obci uděleny rozhodnutím předsedkyně Poslanecké sněmovny Parlamentu České republiky dne 13. října 2023.

## Pamětihodnosti
- Kaple na návsi

## Galerie

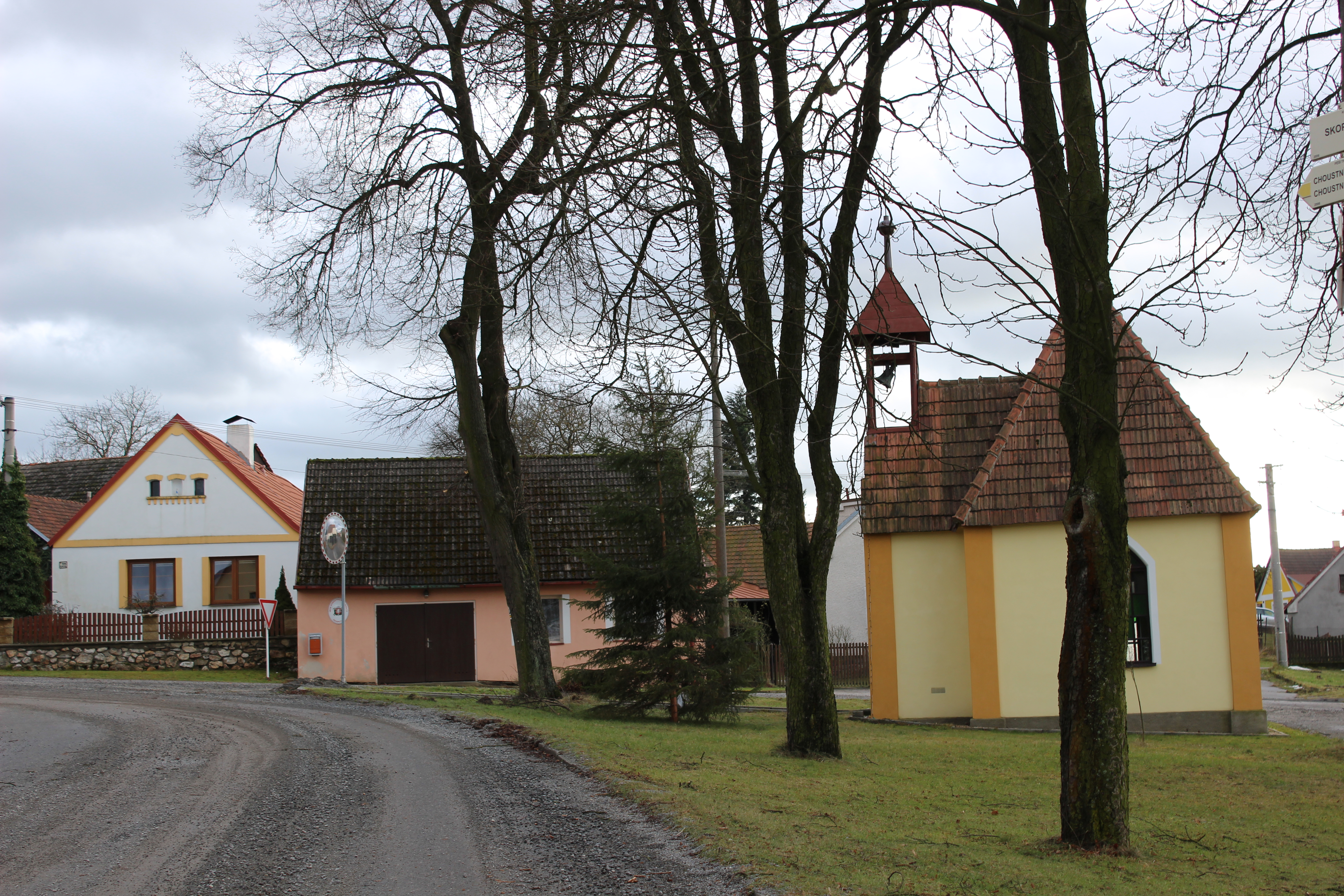
Pohled na část obce
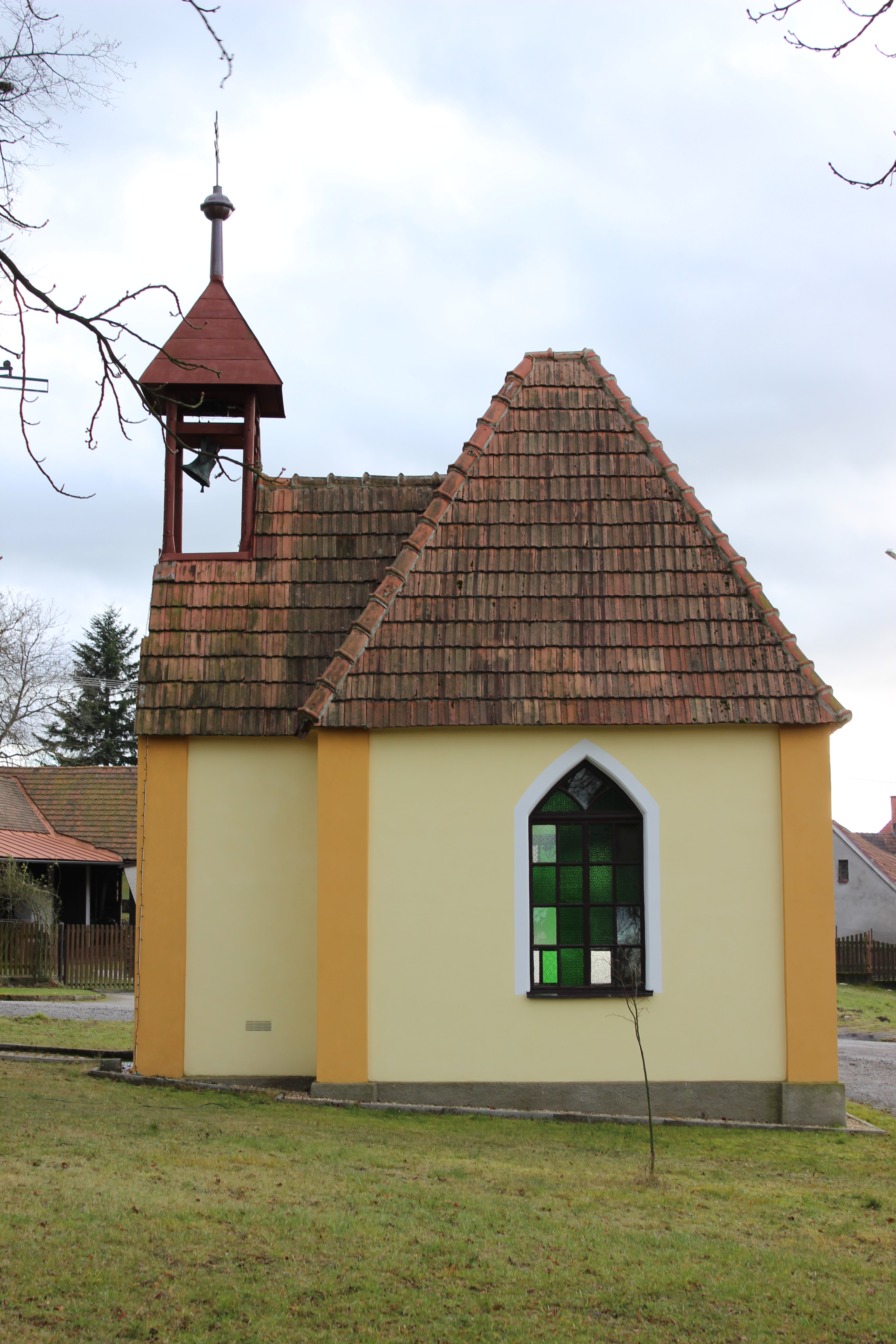
Kaple
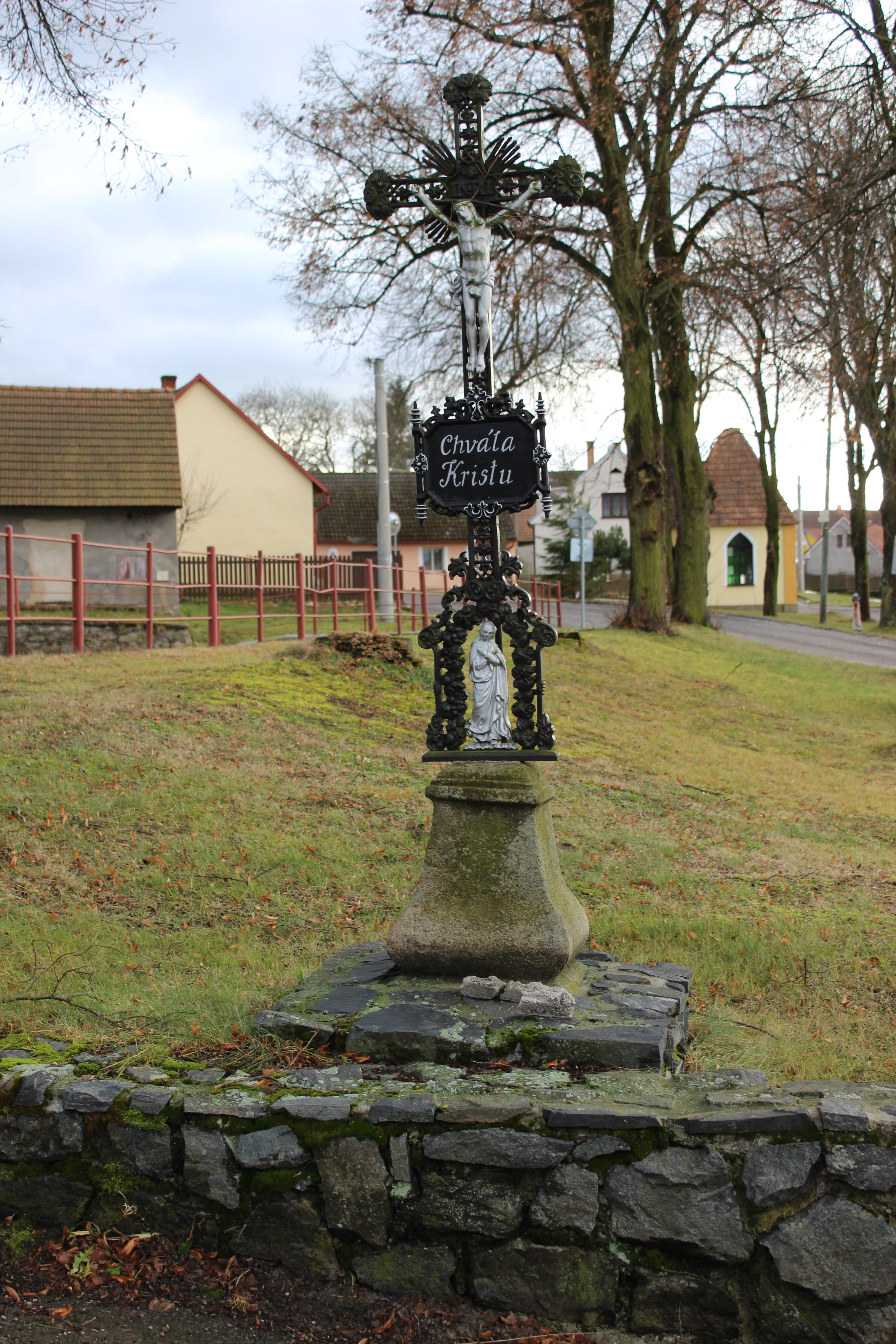
Kříž poblíž rybníka